# A csúf igazság
A csúf igazság (eredeti cím: The Ugly Truth) 2009-ben bemutatott amerikai romantikus filmvígjáték, amelyet Nicole Eastman, Karen McCullah Lutz és Kirsten Smith forgatókönyvéből Robert Luketic rendezett. A főbb szerepekben Katherine Heigl és Gerard Butler látható.
Az észak-amerikai mozikban 2009. július 24-én mutatta be a Columbia Pictures. Bár lesújtó kritikákat kapott, jegyeladási szempontból jövedelmezőnek bizonyult.

## Cselekmény
Abby Richter egy reggeli műsor televíziós producereként dolgozik egy helyi tévécsatornánál Sacramentóban. Nagy elvárásokat támaszt a számára ideális férfival szemben, akit már régóta keres. Mivel műsorának nézettsége az utóbbi időben egyre csak csökken, főnöke felbéreli Mike Chadway vendégműsorvezetőt, hogy A csúf igazság című műsorban cinikus humorral elemezze a nőket és kapcsolataikat.
Amikor Abby megtalálja a tökéletes férfit új szomszédja, Colin személyében, Mike a tanácsaival segít neki összejönni vele, bár a nő emiatt nem önmagát adja a kapcsolatban. A szerelmes pár tervezett utazását Mike üzleti útja miatt le kell mondani. Egy hotelben Mike és Abby táncolnak, iszogatnak és beszélgetnek, majd megcsókolják egymást, Abby később a szállodai szobájába megy, ahol Colin meglepi. Miközben kényelembe helyezik magukat, Mike megjelenik Abby hotelszobájában, de azonnal visszavonul, amikor meglátja Colint. Abby hamarosan rájön, Colin valójában abba a nőbe szerelmes, akinek Abby Mike tanácsára kiadta magát, nem pedig a valódi énjét szereti. Még aznap este szakít Colinnal, a következő munkanapon pedig megtudja, hogy Mike felmondott és egy másik helyi csatornához szerződött.
Egy hőlégballon-fesztiválon Abby hirtelen átveszi Mike utódjának szerepét és a férfiak gyávaságáról kezd el beszélni. Mike félbeszakítja a riportjukat és a kamera előtt vita alakul ki a kettőjük kapcsolatáról és a korábban elcsattant csókról. Amikor a hőlégballon végül felszáll, az adó a fedélzeti kameráról még mindig sugározza vitájukat. Mike bevallja Abbynek, hogy szereti és a film végére egymásra találnak.

## Szereplők
| Színész              | Szerep                 | Magyar hang      |
| -------------------- | ---------------------- | ---------------- |
| Katherine Heigl      | Abigail "Abby" Richter | Kéri Kitty       |
| Gerard Butler        | Mike Chadway           | Széles László    |
| Bree Turner          | Joy                    | Szávai Viktória  |
| Eric Winter          | Dr. Colin Anderson     | Varga Gábor      |
| Nick Searcy          | Stuart                 | Cs. Németh Lajos |
| Jesse D. Goins       | Cliff                  | Jakab Csaba      |
| Cheryl Hines         | Georgia Freeman        | Incze Ildikó     |
| John Michael Higgins | Larry Freeman          | Csankó Zoltán    |
| Craig Ferguson       | önmaga                 | Forgács Gábor    |
| Noah Matthews        | Jonah                  | Bogdán Gergő     |

## A film készítése
A filmet a Doktor Szöszi producerei készítették, a forgatókönyvet Nicole Eastman, Karen McCullah és Kirsten Smith írta. Eastman írta az eredeti forgatókönyvet, amely aztán körülbelül egy évtizedig volt előkészületi fázisban, mielőtt McMullah és Smith átírta volna.
Mike Chadway karakterét állítólag Adam Carolla ihlette. Gerard Butler megfigyelőként ült be a The Adam Carolla Show felvételére, hogy felkészüljön a szerepére.

## Fogadtatás

### Kritikai visszhang
A csúf igazság gyenge visszajelzéseket kapott. A Rotten Tomatoeson 176 kritika alapján 14%-on áll, az oldal összegzése szerint „a film Butler és Heigl legjobb erőfeszítései ellenére is megszenvedi a gyenge forgatókönyvet, mely a romantikus vígjáték sablonra támaszkodik, kevés sármmal vagy komikusi végeredménnyel”.

### Bevételi adatok
A rossz kritikák ellenére a 38 millió dolláros költségvetésből készült film bevételi szempontból sikeres lett. A bemutató hétvégéjén harmadik helyen nyitott az észak-amerikai mozikban (a Harry Potter és a Félvér Herceg és a G-Force – Rágcsávók mögött), 27 605 576 dolláros bevétellel. Észak-Amerikában 88,9 millió, míg a többi területen 116,4 millió dollárt termelt, összbevétele így 205,3 millió dollár lett.

## Fordítás
- Ez a szócikk részben vagy egészben  a   The Ugly Truth című angol Wikipédia-szócikk fordításán alapul.  Az eredeti cikk szerkesztőit annak laptörténete sorolja fel. Ez a jelzés csupán a megfogalmazás eredetét és a szerzői jogokat jelzi, nem szolgál a cikkben szereplő információk forrásmegjelöléseként.